# José Javier Abasolo Díaz de Basurto
José Javier Abasolo Díaz de Basurto (Bilbo, 3 de gener de 1957 - 7 de maig de 2022)  fou un escriptor i advocat espanyol, especialitzat en novel·la negra, encara que també va realitzar incursions en la novel·la històrica i la ucronia.

## Biografia i obra
Va estudiar Dret a la Universitat de Deusto i va treballar de lletrat i de secretari judicial en l'administració pública del Govern Basc.
Va col·laborar habitualment amb la ràdio Herri Irratia i amb el diari El Correo.
Lector heterogeni des de jove, deia que s'havia apropat a la novel·la negra gràcies a Tatuaje, de Manuel Vázquez Montalbán, i després als clàssics americans. També reconeixia escriure novel·la negra perquè li agradava i gaudia amb ella, i pensava que el gènere explica «històries de veritat i molt enganxades a la realitat».
Alguns crítics el van considerar «un dels escriptors espanyols que més contribucions serioses fan al gènere de la novel·la negra com a mirall crític de l'actual societat espanyola (i basca, en el seu cas)...».
El seu personatge més conegut es Mikel Goikoetxea, àlies Goiko, un ex-ertzaina reconvertit en detectiu privat i protagonista de cinc novel·les.

## Obra publicada

### Novel·la negra
Sèrie protagonitzada per Goiko
- Pájaros sin alas (Erein, 2010)
- La luz muerta (Erein, 2012)
- La última batalla (Erein, 2013)
- Demasiado ruido (Erein, 2016)
- Versión original (Erein, 2021)

### Altres novel·les
- Lejos de aquel instante (Alba, 1997)
- Nadie es inocente (Alba, 1998)
- Una investigación ficticia (Tempore, 2000)
- Hollywood-Bilbao (Hiria, 2004)
- El color de los muertos (Hiria, 2005)
- Antes de que todo se derrumbe (Algaida, 2006)
- Heridas permanentes (Tropismos, 2007)
- Una del Oeste (Erein, 2014)
- Asesinos inocentes (Erein, 2017)
- Una tumba en Jerusalén (Txertoa, 2020)[7]
- El país equivocado (Erein, 2022)

### Novel·la històrica y/o ucronia
- El aniversario de la independencia (Tropismos, 2006)
- Una decisión peligrosa (Ttarttalo, 2014)
- El juramento de Whitechapel (Erein, 2019)

### Relats
- Variaciones sobre el tema del crimen perfecto. (novalibro.com, 2001)

## Premis[8]
- Premio de Novela Prensa Canaria 1996 por Lejos de aquel instante[3]
- Premio Novela García Pavón 2005 por Antes de que todo se derrumbe[3]
- Premio Farolillo de Papel del Gremio de Libreros de Vizcaya 2006 por El aniversario de la independencia[3]
- Premio Bruma Negra 2015, per la totalitat de la seva obra